# Aurum Solis
Ordo Aurum Solis («Орден Золота Солнца») — орден, основанный в Англии, в 1897 году Джорджем Стэнтоном и Чарльзом Кинголдом. Орден Aurum Solis стал известен благодаря публикациям двух его прошлых Великих мастеров — Вивиан Годфри и Леона Барчински. Более известные по псевдонимам Мелита Деннинг и Осборн Филлипс, они написали множество книг, охватывающих различные аспекты магической практики, издававшихся на многих языках и претерпевших несколько переизданий.

## Огдоадическая традиция
Огдоадическая традиция - это особая ветвь Античного Герметизма, практикуемая в Ордене. Данное название используется для того, чтобы избежать путаницы с другими более поздними и современными формами Герметизма.

## Посвятительная структура
Посвятительная структура Ordo Aurum Solis состоит из «залов», которым предшествует специальная подготовка —  Пронаос. С залами ордена связаны такие степени:
1. Neophytes, или Неофит великой работы, 1-й зал "Теменос"
2. Servitor или Служитель тайного пламени, 2-й зал "Телестрион"
3. Adeptus Minor, или Жрец гнозиса, 3-й зал "Наос"
4. Adeptus Plenus, абсолютный адепт, 4-й зал "Наос"
5. Collegium Cathedrarum - административный совет и грандмастер ордена